# Легманн Гудрёдссон
Легманн Годредарсон (Лагманн Мак Гофрайд) — король Мэна и Островов (1095—1098), старший сын и преемник Годреда (Гофрайда) Крована (ум. 1095), короля Островов (1079—1095) и Дублина (1091—1094). Его отец, норвежско-гэльский правитель Годред Крован (Гофрайд Меранех), завоевал и подчинил своей власти остров Мэн и Дублин. В 1095 году после смерти Годреда Крована ему наследовал его старший сын Легманн. В 1098 году норвежский король Магнус Голоногий завоевал и подчинил своей власти Гебриды и остров Мэн, заключив под стражу Легманна.
В начале своего правления король Островов Легманн столкнулся со значительной оппозицией под руководством своих младших братьев Харальда и Олафа. Харальд также заявил о своих правах на королевский престол, но потерпел поражение и был ослеплен. Сторонники малолетнего Олафа обратились за помощью к верховному королю Ирландии и королю Мунстера Муйрхертаху Уа Бриайну, который прислал на остров Мэн в качестве временного правителя своего племянника Домналла Уа Тадга (ум. 1115).
Хронология и обстоятельства правления Легманна точно неизвестны. Согласно одному источнику, он добровольно отказался от королевского сана и отправился в Иерусалим, где и скончался. Вероятно, он принял участие в Первом крестовом походе под предводительством Роберта II, герцога Нормандии. Согласно другим предположениям, Легманн участвовал в норвежском крестовом походе короля Сигурда Крестоносца в 1107—1110 годах. В 1112/1113 году династия Крованов в лице Олафа Чёрного, младшего брата Легманна, была восстановлена на королевском троне Мэна и Островов.

## Биография
Легманн был одним из трёх сыновей Гофрайда (Годреда) Крована, короля Островов и Дублина (ум. 1095). Происхождение Годреда Крована достоверно неизвестно. Вероятно, он был потомком Олафа Кварана, короля Дублина и Нортумбрии (ум. 981). В 1070-х годах Годред Крован завоевал и подчинил своей власти остров Мэн. В 1091 году к его владениям добавилось Дублинское королевство. В 1094 году Гофрайд Крован был изгнан из Дублина Муйрхертахом Уа Бриайном и скончался в следующем году на Гебридах.
Существует неопределенность в отношении политической ситуации на островах в последнее десятилетие XI века. В 1098 году норвежский король Магнус Голоногий (1093—1103) подчинил своей власти Гебриды и остров Мэн, назначив своим наместником сына Сигурда. Согласно Хроникам Мэна, после смерти в 1095 году Гофрайда королевский трон занял его старший сын Легманн и правил в течение семи лет.
Хроники Мэна также сообщают, что в начале своего правления король Островов Легманн столкнулся с внутренней оппозицией в лице своих младших братьев Харальда и Олафа. Харальд заявил о своих правах на отцовский трон, поднял мятеж. Легманн подавил восстание младшего брата и приказал его ослепить.
Хотя Хроники Мэна заявляют, что Легманн добровольно отказался от королевского трона, есть основания подозревать, что он был вынужден отказаться от власти. В 1096 году островные бароны, сторонники Олафа, обратились к верховному королю Ирландии Муйрхертаху Уа Бриайну (ум. 1119), чтобы он прислал к ним в качестве регента одного из своих родственников до совершеннолетия Олафа (Амлайба). Верховный король Ирландии Муйрхертах Уа Бриайн в 1094 году изгнал из Дублина Годреда Крована, отца Легманна и Олафа. По данным Хроник Мэна, Муйрхертах Уа Бриайн отправил на остров Мэн своего племянника и бывшего соперника Домналла мак Тадга (ум. 1115). Домналл обладал сильными семейными связями на островах, его матерью была Мор, дочь Эхмаркаха мак Рагнайлла (ум. 1064/1605), короля Дублина, Мэна и Островов. Через три года островитяне подняли восстание и изгнали Домналла в Ирландию.
Согласно «Саге об оркнейцах» и «Саге о Магнусе Голоногом», в 1098 году норвежский флот под командованием короля Магнуса Голоногого захватил Гебридские острова и остров Мэн. Магнус назначил своим наместником на островах сына Сигурда, будущего короля Норвегии Сигурда Крестоносца (1103—1130). Перезимовав на островах, Магнус отплыл летом в Норвегию. По желанию своего отца Сигурд Магнуссон женился на Бладмуньйо, дочери верховного короля Ирландии Муйрхертаха Уа Бриайна. В 1103 году Магнус Голоногий предпринял вторую экспедицию на запад, во время которой погиб в Ольстере в том же году. После гибели своего отца Сигурд отказался от невесты и вернулся в Норвегию, где унаследовал отцовский престол, разделив власть с двумя братьями.
Сага о Магнусе Голоногом сообщает, что норвежский король Магнус с большим флотом выступил в поход на западные острова. Вначале он подчинил своей власти Оркнейские и Шетландские острова, захватив в плен местных ярлов, братьев Паля и Эрленда Торфиннссонов. Магнус назначил правителем этих островов своего сына Сигурда (Сигурда Крестоносца). Затем Магнус отправился в поход на Южные острова (Гебриды). Норвежцы беспощадно жгли и разоряли селения, убивая и грабя местных жителей. При приближении норвежского короля Магнуса король Островов Легманн попытался бежать на корабле в Ирландию, но был взят в плен и закован в кандалы.
В 1111 году Домналл Мак Тадг силой подчинил своей власти Королевство островов, но вскоре вынужден был удалиться в Ирландию, где в 1115 году погиб в междоусобной борьбе. В 1112/1113 году при содействии английского короля Генриха Боклерка (1100—1135) Олаф Чёрный, воспитанный при английском дворе, был восстановлен на королевском троне Островов.
Согласно Хроникам Мэна, в конце своего правления Легманн Годредарсон отказался от королевского престола и принял участие в крестовом походе, во время которого скончался. Но точно неизвестно в каком именно крестовом походе он участвовал. Возможно, что Легманн участвовал в Первом крестовом походе 1096—1099 годах и погиб во время кампаний в Анатолии или Сирии.
Также вероятно, что после смерти норвежского короля Магнуса Голоногого в 1103 году Легманн Годредарсон вторично стал королём Мэна и Островов, а потом присоединился к крестовому походу короля Норвегии Сигурда Крестоносца в 1107—1110 годах.